# Pierre Bonsom de Donnaud
Pierre Bonsom de Donnaud, né en Ariège à Saint-Ybars le 9 avril 1553 et mort  le 3 juin 1630, est un prélat français du XVIe siècle et du XVIIe siècle .

## Biographie
Pierre de Donnaud étudie à Toulouse et à Paris. Il est élu successivement évêque d'Agen (1586) et évêque de Mirepoix (1587). Il est choisi pour faire exécuter l'édit de Nantes dans son diocèse. Pierre de Donnaud fait construire plusieurs églises, restaure la maison épiscopale du château de Mazerettes sur la commune de Mirepoix et achète l'orgue pour la cathédrale.